# Разумихин, Борис Сергеевич
Борис Сергеевич Разумихин (19 марта(6 марта) 1918, Кострома — 28 апреля 1988, Москва) — советский механик и математик, доктор физико-математических наук (1959), профессор (1966).

## Биография
Родился 19 (6) марта 1918 года в Костроме в семье инженера Сергея Алексеевича Разумихина.
В школе увлекался математикой, занимался спортом.
В 1935 году поступил на отделение механики механико-математического факультета МГУ имени М. В. Ломоносова. 1941 г. — окончил его по специальности «механика», дипломник кафедры теоретической механики, ученик Н. Г. Четаева.
Участник Великой Отечественной войны. В 1941 году ушёл добровольцем на фронт. Экстерном окончил курс военной академии, получил звание лейтенанта, командовал радиолокационной станцией. Войну закончил в Дрездене в звании старшего лейтенанта. Награждён орденами и медалями.
Места работы:
- НИИ-4 (1945—1953), звание инженер-капитан,
- Институт механики АН СССР (1953—1964),
- Институт проблем управления АН СССР (1964—1976), лаборатория № 16,
- Всесоюзный институт системных исследований АН СССР (1976—1988).

Читал лекции в московских вузах. В 1972—1974 первый заведующий кафедрой вычислительной техники МАДИ.
Кандидат физико-математических наук (1952), доктор физико-математических наук (1959), профессор (1966).
Внёс вклад во многие разделы фундаментальной и прикладной математики:
- Исследование систем с последействием. Предложил распространение метода функций Ляпунова на класс дифференциальных уравнений с запаздывающим аргументом (метод функций Ляпунова-Разумихина). Этот результат был оценен через десятилетия после его открытия. В современных учебниках теоремы об устойчивости таких систем с помощью функций Ляпунова (не функционалов, а функций) носят название теорем разумихинского типа.
- предложил метод физических аналогий для исследования задач о равновесии в системах различной физической и экономической природы.
- предложил «метод сдвига ограничений» для задач оптимизации. Этот метод был впоследствии «переоткрыт» и теперь носит название метода множителей или метода модифицированных функций Лагранжа (augmented Lagrange functions).
- предложил метод декомпозиции задач оптимизации на основе метода штрафных функций. Сейчас этот метод, носящий название ADMM (alternating directions multipliers method) очень популярен для решения прикладных большеразмерных задач.

### Награды[3]
- Медаль «За победу над Германией в Великой Отечественной войне 1941—1945 гг.» (вручена 9 февраля 1946 г.).
- Медаль «В память 800-летия Москвы 1147—1947» (вручена 10 июля 1948 г.).
- Медаль «ХХХ лет Советской Армии и Флота» (вручена 29 марта 1949 г.).
- Медаль «Двадцать лет победы в Великой Отечественной войне 1941—1945 гг.» (вручена 13 января 1966 г.).
- Медаль «50 лет Вооруженных сил СССР» (вручена 12 марта 1969 г.).
- Медаль «Тридцать лет победы в Великой Отечественной войне 1941—1945 гг.» (вручена12 января 1976 г.).
- Медаль «60 лет Вооруженных сил СССР» (вручена 23 мая 1978 г.).
- Орден Отечественной Войны II степени (вручен 11 марта 1985 г.).
- Медаль «Сорок лет победы в Великой Отечественной войне 1941—1945 гг.» (вручена 26 апреля 1985 г.).
- Медаль «70 лет Вооруженных сил СССР» (вручена 23 февраля 1988 г.).

### Книги
- Физические модели и методы теории равновесия в программировании и экономике [Текст] / Б. С. Разумихин. — Москва : Наука, 1975. — 302 с. : черт.; 21 см.
- Прямой метод исследования устойчивости систем с последействием : Препринт / Б. С. Разумихин. — М. : ВНИИСИ, 1984. — 75 с. : ил.; 21 см.
- Устойчивость эредитарных систем / Б. С. Разумихин; Отв. ред. А. А. Воронов; АН СССР, ВНИИ систем. исслед. — М. : Наука, 1988. — 106,[2] с. : ил.; 22 см; ISBN 5-02-006601-X
- Modèles physiques et méthodes de la théorie de l'équilibre en programmation et en économie [Текст] / B. Razoumikhine ; Trad. du russe par Irina Pétrova. — Moscou : Mir, 1978. — 286 с.; 22 см.
- Методы оптимизации / [Отв. ред. Б. С. Разумихин]. — М. : ВНИИСИ, 1984. — 135 с.; 26 см. — (Сб. тр. / ВНИИ систем. исслед.).
- Модели и методы оптимизации / [Отв. ред. Б. С. Разумихин]. — М. : ВНИИСМ, 1989. — 132,[1] с. : ил.; 26 см. — (Сб. тр. / ВНИИ систем. исслед., ISSN ISSN 0202-5280; Вып. 1)
- Физические модели и методы теории равновесия в программировании и экономике. Борис Сергеевич Разумихин. Издат. Наука, 1975—302 с.

Полный список книг: http://nlr.ru/e-case3/sc2.php/web_gak/lc/85691/1
Жена — Разумихина Изабелла Ивановна, дети Разумихин Юрий Борисович, Разумихина Татьяна Борисовна, Разумихина Галина Борисовна.
В мае-июне 2018 года в рамках XIV Международной конференции «Устойчивость и колебания нелинейных систем управления» (Конференция Пятницкого) состоялось секционное заседание, посвященное 100-летию Б. С. Разумихина. С сообщением о Разумихине выступил д.ф.-м.н., заведующий лабораторией динамики нелинейных процессов управления Института проблем управления Л. Б. Рапопорт.